# Frano Šimunović
Frano Šimunović (* Dicmo,  10. listopada 1908. - † Zagreb, 28. ožujka 1995.), je hrvatski -  slikar, sin slavnoga književnika Dinka Šimunovića, bio je jedan od najeminentnijih hrvatskih pejzažista.

## Životopis
Vrlo malo je živio u Dicmu, jer mu je otac tada učitelj dobio premještaj u Split, tu je Frano Šimunović išao u osnovnu školu i gimnaziju. Obitelj se 1929. seli u Zagreb, a Frano započinje studij arhitekture, ali ga ubrzo napušta te se prebacuje na studij slikarstva na Akademiju likovnih umjetnosti u Zagrebu 1930. – 1934. kod Ljube Babića i Joze Kljakovića. Nakon toga usavršavao se u Madridu 1934. – 1935.
Svoju prvu izložbu održao je 1935. u salonu Ulrich u Zagrebu.
Nakon Drugog svjetskog rata slika jednu od najboljih slika na temu ratnih stradanja - Partizanska kolona (1949).1951. ženi se s hrvatskom kiparicom Ksenijom Kantoci, s kojom će često izlagati do kraja života.
Za Hrvatsko narodno kazalište je u sklopu tadašnje velike obnove zgrade, 1969. godine naslikao svečani zastor Titov naprijed, prema motivu poeme hrvatskog pjesnika Vladimira Nazora Titov naprijed.
Frano Šimunović međutim pronalazi sebe u slikanju pejzaža iz djetinstva - rodne Zagore i njezina kamena. Tako nastaju 1950-ih njegove slavne slike; Kamenjar, 1954., Zagora, 1957., Međe u kršu, 1959. Motivi se sve više oslobađaju opisnog i približuju modi onog vremena informelu, tako postupno kao i Oton Gliha i Šimonović dolazi do svojih gromača, - pejzaža škrtih polja Dalmatinske zagore otetih teškom mukom od kamena. Tad nastaje niz ponajboljih pejzaža gromača, Stare međe, 1969, Kameni doci, 1969, Sanjane međe, 1971, Stara priviđenja, 1973.
Frano Šimunović je samostalno izlagao u; Zagrebu, Beogradu, Splitu, Novom Sadu, Dubrovniku, Osijeku, Zadru, Sarajevu i Pragu, a sudjelovao je i na brojnim kolektivnim izložbama. Izlagao je i na Venecijanskom bijenalu 1964. s tadašnjom zagrebačkom reprezentacijom; Oton Gliha, Edo Murtić, Zlatko Prica, Ordan Petlevski, Vojin Bakić, Dušan Džamonja
Pred kraj života, zajedno sa suprugom darovao je Modernoj galeriji u Zagrebu 51 vlastito djelo iz 1970-ih i 1980-ih godina.

### Nagrade
- Životna nagrada “Vladimir Nazor” (1972.).[2]

### Posljednja izložba
- Ksenija Kantoci i Frano Šimunović, Moderna galerija, Zagreb, 2004.

## Vanjske poveznice
- Igor Zidić: Frano Šimunović, HERME(NEU)TIKA KAMENA na portalu Adris grupa d.d.  Arhivirana inačica izvorne stranice od 11. kolovoza 2009. (Wayback Machine)
- Galerija Kaptol, Frano Šimunović  Arhivirana inačica izvorne stranice od 28. veljače 2009. (Wayback Machine)
- O izložbi Kantoci - Šimunović na portalu MH  Arhivirana inačica izvorne stranice od 22. lipnja 2007. (Wayback Machine)